# 로버트 오고먼
로버트 오고먼(Robert O'Gorman)은 미국의 성우, 텔레비전 배우이다.

## 영화
- 베요넷 (2012년) - 가브리엘 역
- 젊은 이상 (2008년)
- 트웬티 (2003년)
- 마법소녀 리나 - 넥스트 (1996년)
- 침묵의 함대 (1995년)